# حارة الثلاياء (التواهي)
حارة الثلاياء هي إحدى حارات حي الروضة الواقع بمديرية التواهي التابعة لمحافظة عدن، بلغ تعداد سكانها 2506 نسمة حسب تعداد اليمن لعام 2004.